# Mats Solheim
Mats Solheim (Loen, 3 dicembre 1987) è un ex calciatore norvegese, di ruolo difensore.

## Carriera

### Club
Solheim ha debuttato nel Sogndal, in 1. divisjon, il 20 agosto 2006: ha sostituito Torgeir Hoås nella sconfitta per 2-0 sul campo dell'Haugesund. Il 7 ottobre 2007 ha realizzato la prima rete in campionato, nel 2-1 sullo Skeid.
A seguito della promozione del club del 2010, Solheim ha potuto esordire nell'Eliteserien. Il 17 aprile 2011 è stato infatti titolare nel pareggio a reti inviolate contro il Tromsø. Il 16 maggio è arrivata la prima marcatura nella massima divisione norvegese, sancendo il successo per 0-1 sul campo dello Stabæk.
Il 16 settembre 2011 è stato ufficializzato il suo passaggio – a partire dalla stagione successiva – agli svedesi del Kalmar, formazione militante nella Allsvenskan. A causa di un grave infortunio al ginocchio occorsogli in precampionato ha perso l'intera stagione 2012, tornando in campo solo in quella seguente. In un triennio, ha totalizzato 52 presenze e 6 reti tra campionato e coppa.
Il 31 marzo 2015, ultimo giorno utile per il calciomercato in Svezia, ha firmato un contratto triennale con l'Hammarby, formazione neopromossa nell'Allsvenskan.
Dopo le 8 stagioni trascorse nel campionato svedese, Solheim, in scadenza di contratto, ha fatto ritorno in Norvegia con il passaggio allo Stabæk, trasferimento reso noto nel novembre 2019 ma ufficialmente operativo dal gennaio seguente, alla riapertura della finestra di mercato.
Il 6 agosto 2021, Solheim ha annunciato il proprio ritiro dall'attività agonistica: il giocatore si sarebbe messo a disposizione per la successiva partita di campionato in programma due giorni dopo, per poi appendere gli scarpini al chiodo.

## Statistiche

### Presenze e reti nei club
Statistiche aggiornate al 31 marzo 2015.
| Stagione        | Club            | Campionato      | Campionato | Campionato | Coppe nazionali | Coppe nazionali | Coppe nazionali | Coppe continentali | Coppe continentali | Coppe continentali | Supercoppe | Supercoppe | Supercoppe | Totale | Totale |
| Stagione        | Club            | Comp            | Pres       | Reti       | Comp            | Pres            | Reti            | Comp               | Pres               | Reti               | Comp       | Pres       | Reti       | Pres   | Reti   |
| --------------- | --------------- | --------------- | ---------- | ---------- | --------------- | --------------- | --------------- | ------------------ | ------------------ | ------------------ | ---------- | ---------- | ---------- | ------ | ------ |
| 2006            | Sogndal         | 1D              | 8          | 0          | CN              | ?               | ?               | -                  | -                  | -                  | -          | -          | -          | ?      | ?      |
| 2007            | Sogndal         | 1D              | 18         | 3          | CN              | ?               | ?               | -                  | -                  | -                  | -          | -          | -          | ?      | ?      |
| 2008            | Sogndal         | 1D              | 28+2       | 5+0        | CN              | ?               | ?               | -                  | -                  | -                  | -          | -          | -          | ?      | ?      |
| 2009            | Sogndal         | 1D              | 14+1       | 5+0        | CN              | ?               | ?               | -                  | -                  | -                  | -          | -          | -          | ?      | ?      |
| 2010            | Sogndal         | 1D              | 22         | 1          | CN              | ?               | ?               | -                  | -                  | -                  | -          | -          | -          | ?      | ?      |
| 2011            | Sogndal         | ES              | 25         | 4          | CN              | 4               | 1               | -                  | -                  | -                  | -          | -          | -          | 29     | 5      |
| Totale Sogndal  | Totale Sogndal  | Totale Sogndal  | 115+3      | 18         |                 | ?               | ?               |                    | -                  | -                  |            | -          | -          | ?      | ?      |
| 2012            | Kalmar          | A               | 0          | 0          | CS              | 0               | 0               | -                  | -                  | -                  | -          | -          | -          | 0      | 0      |
| 2013            | Kalmar          | A               | 24         | 3          | CS              | 1               | 1               | -                  | -                  | -                  | -          | -          | -          | 25     | 4      |
| 2014            | Kalmar          | A               | 26         | 2          | CS              | 1               | 0               | -                  | -                  | -                  | -          | -          | -          | 27     | 2      |
| Totale Kalmar   | Totale Kalmar   | Totale Kalmar   | 50         | 5          |                 | 2               | 1               |                    | -                  | -                  |            | -          | -          | 52     | 6      |
| 2015            | Hammarby        | A               | 26         | 2          | CS              | 2               | 0               | -                  | -                  | -                  | -          | -          | -          | 28     | 2      |
| 2016            | Hammarby        | A               | 16         | 2          | CS              | 2               | 0               | -                  | -                  | -                  | -          | -          | -          | 18     | 2      |
| 2017            | Hammarby        | A               | 27         | 1          | CS              | 2               | 0               | -                  | -                  | -                  | -          | -          | -          | 29     | 1      |
| 2018            | Hammarby        | A               | 15         | 0          | CS              | 3               | 1               | -                  | -                  | -                  | -          | -          | -          | 18     | 1      |
| 2019            | Hammarby        | A               | 27         | 3          | CS              | 1               | 0               | -                  | -                  | -                  | -          | -          | -          | 28     | 3      |
| Totale Hammarby | Totale Hammarby | Totale Hammarby | 111        | 8          |                 | 10              | 1               |                    | -                  | -                  |            | -          | -          | 121    | 9      |
| 2020            | Stabæk          | ES              | 0          | 0          | CN              | 0               | 0               | -                  | -                  | -                  | -          | -          | -          | 0      | 0      |
| Totale          | Totale          | Totale          | 276+3      | 29+0       |                 | ?               | ?               |                    | -                  | -                  |            | -          | -          | ?      | ?      |